# はらぺこグリズリー
はらぺこグリズリー（1991年6月13日 - ）は、手抜き料理研究家、料理ブロガー。
「100人が作って100人が美味しく再現できるレシピにしたい」という思いからブログを開設し、著書を執筆する。
公開されたレシピには、次のような特徴がある。
- 使用した材料はそれぞれを1円単位で明記。
- 「適量」「少々」といった曖昧な表記を用いない。
- 使用する食材はスーパーなどで簡単に手に入るもの。

更に、電子レンジやオーブントースターを活用することで調理の効率化や簡略化を図る、キッチンペーパーに麺つゆを含ませることによって使用する調味料を大幅に節約するといったテクニック、食材や調味料の意外な使い方が盛り込まれており、簡単で実用的、更には懐にも優しくコストパフォーマンスも高いと人気が高まった。
初著作の題名にもなった「世界で1番美味しい煮卵の作り方」の記事は『めざましテレビ』で紹介され、Facebookでも3万シェアされた。

## 主な著作
- 世界一美味しい煮卵の作り方 家メシ食堂 ひとりぶん100レシピ （2017年、光文社<光文社新書>、ISBN 978-4-334-03973-8）
第4回料理レシピ本大賞（2017年）で大賞を受賞し、ベストセラーとなった[2]。
2020年時点では30万部を超す[4]。
- 世界一美味しい手抜きごはん 最速! やる気のいらない100レシピ （2019年、KADOKAWA、ISBN 978-4-04-602347-6）
第6回料理レシピ本大賞（2019年）で大賞を受賞。
2020年時点では11刷37万部[4]。
主な読者像として20代から30代の単身者を想定していたが、40代から50代の女性にヒットする結果となった[4]。また、主婦層からは、本書掲載のレシピを旦那や子供が作ってくれたという感想も出ている[4]。